# プラスキ郡 (イリノイ州)
プラスキ郡（英: Pulaski County）は、アメリカ合衆国イリノイ州の南端に位置する郡である。2010年国勢調査での人口は6,161人であり、2000年の7,348人から16.2％減少した。郡庁所在地はマウンドシティ市（人口588人）であり、同郡で人口最大の都市はマウンズ市（人口810人）である。

## 歴史
プラスキ郡は1843年3月3日にアレクサンダー郡とジョンソン郡の一部を合わせて設立された。郡名はアメリカ独立戦争のサバンナ包囲戦で戦死したポーランド出身の貴族カジミエシュ・プワスキ（アメリカではカジミール・プラスキ）に因んで名付けられた。

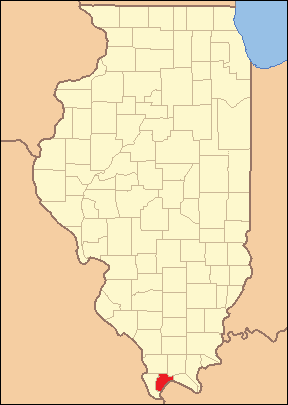
1843年創設時の郡領域、現在まで変わっていない

## 地理
アメリカ合衆国国勢調査局に拠れば、郡域全面積は203.23平方マイル (526.4 km2)であり、このうち陸地199.18平方マイル (515.9 km2)、水域は4.04平方マイル (10.5 km2)で水域率は1.99％である。

### 主要高規格道路
- 州間高速道路57号線
- アメリカ国道51号線
- イリノイ州道37号線
- イリノイ州道169号線

### 隣接する郡
- ユニオン郡 - 北
- ジョンソン郡 - 北東
- マサック郡 - 東
- バラード郡 (ケンタッキー州) - 南東
- アレクサンダー郡 - 西

### 国立保護地域
- サイプレス・クリーク国立野生生物保護区（部分）

## 気候と気象
近年、郡庁所在地であるマウンドシティ市の平均気温は1月の26°F (-3 ℃) から7月の90°F (32 ℃) まで変化している。過去最低気温は1985年1月に記録された-12°F (-24 ℃) であり、過去最高気温は1954年6月に記録された104°F (40 ℃) である。月間降水量は9月の3.04インチ (77 mm) から5月の4.76インチ (121 mm) まで変化している。

## 人口動態

### 2010年国勢調査
人種別人口構成
- 白人: 64.4%
- アフリカン・アメリカン: 32.4%
- ネイティブ・アメリカン: 0.4%
- アジア人: 0.2%
- 太平洋諸島系: 0.0%
- その他の人種: 0.7%
- 混血: 1.9%
- ヒスパニック・ラテン系: 1.6%

### 2000年国勢調査
以下は2000年国勢調査による人口統計データである。
| 基礎データ - 人口: 7,348人 - 世帯数: 2,893 世帯 - 家族数: 1,941 家族 - 人口密度: 14人/km2（37人/mi2） - 住居数: 3,353軒 - 住居密度: 6軒/km2（17軒/mi2） 人種別人口構成 - 白人: 66.52% - アフリカン・アメリカン: 31.00% - ネイティブ・アメリカン: 0.14% - アジア人: 0.93% - その他の人種: 0.27% - 混血: 1.14% - ヒスパニック・ラテン系: 1.46% 先祖による構成 - アメリカ人：27.1％ - ドイツ系：13.6％ - イギリス系：8.2％ - アイルランド系：6.2％ | 年齢別人口構成 - 18歳未満: 27.2% - 18-24歳: 8.3% - 25-44歳: 25.3% - 45-64歳: 21.7% - 65歳以上: 17.4% - 年齢の中央値: 38歳 - 性比（女性100人あたり男性の人口） - 総人口: 91.8 - 18歳以上: 89.3 世帯と家族（対世帯数） - 18歳未満の子供がいる: 31.2% - 結婚・同居している夫婦: 47.4% - 未婚・離婚・死別女性が世帯主: 15.8% - 非家族世帯: 32.9% - 単身世帯: 30.0% - 65歳以上の老人1人暮らし: 15.5% - 平均構成人数 - 世帯: 2.44人 - 家族: 3.03人 収入と家計 - 収入の中央値 - 世帯: 25,631米ドル - 家族: 33,1936米ドル - 性別 - 男性: 29,198米ドル - 女性: 19,656米ドル - 人口1人あたり収入: 13,325米ドル - 貧困線以下 - 対人口: 24.7% - 対家族数: 20.5% - 18歳未満: 34.7% - 65歳以上: 21.3% |

## 都市と町
- マウンドシティ - 郡庁所在地
- マウンズ
- カーナク
- ニューグランドチェイン
- オルムステッド
- プラスキ
- ユーリン

## 未編入の町
- アメリカ
- ボアズ
- グランドチェイン
- ヒラーマン
- メリディアンハイツ
- ノースマウンズ
- パークス
- スペンサーハイツ
- ビラリッジ